# Lady Snowblood (película)
Lady Snowblood (修羅雪姫 Shurayuki-hime?) es una película japonesa de 1973, dirigida por Toshiya Fujita y protagonizada por Meiko Kaji. Está basada en el manga homónimo escrito por Kazuo Koike e ilustrado por Kazuo Kamimura, y narra la historia de la asesina del título (Lady Snowblood) y su venganza contra los bandidos que violaron a su madre y mataron a su padrastro.
Su secuela fue producida al año siguiente, y se hizo un remake de la cinta original en el 2001: también fue gran fuente de inspiración para Quentin Tarantino y su película Kill Bill, sobre todo en el desarrollo del personaje interpretado por Lucy Liu (O-Ren Ishii), quien también agregó a su cinta la canción The Flower of Carnage (interpretada por Meiko Kaji) al final de ésta.

## Sinopsis
Una banda de ladrones desalmados irrumpe en la casa de una familia del campo, y después de robar sus pertenencias, asesinan al esposo y violan a su mujer, luego de golpearla brutalmente. Cuando la vengativa esposa encuentra a uno de los ladrones y lo ataca, es arrestada por la policía; habiendo quedado embarazada por la violación, dio a luz meses después, muriendo al poco tiempo del alumbramiento. Su hija Yuki (Meiko Kaji) es criada por un monje que le enseña cómo utilizar una espada y a no mostrar piedad por aquellos hombres que acabaron con su familia. Cuando cumple 20 años, Yuki comienza su venganza, luciendo hermosa y tranquila por fuera pero poseída por una poderosa sed de venganza contra aquellos que se involucraron con ella y su madre.

## Reparto
- Meiko Kaji como Yuki Kashima, alias Lady Snowblood.
- Ko Nishimura como el sacerdote Dōkai.
- Toshio Kurosawa como Ryūrei Ashio.
- Masaaki Daimon como Gō Kashima.
- Miyoko Akaza como Sayo Kashima.
- Eiji Okada como Gishirō Tsukamoto.

- Datos: Q1754737